# Esport

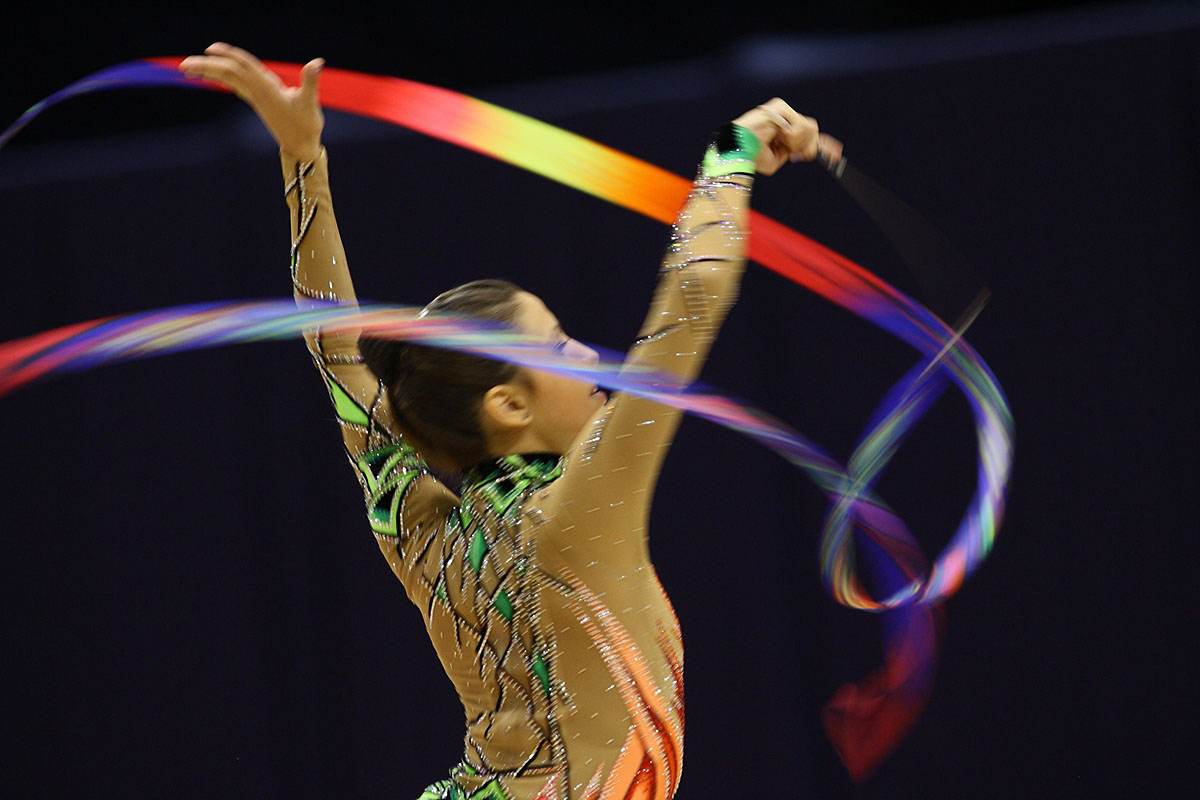
Dona fent esport

Un esport o deport és un joc o activitat en un marc reglamentat i competitiu, basada en un reglament estricte.

## Esport i activitat física
No tot l'esport és exercici físic (per exemple, els escacs) ni tot exercici físic és esport. Una activitat física implica moviment corporal i pot ser saltar o nedar lliurement, ballar, pujar escales, fer malabars, fer ioga, fer teatre, passejar, fer sexe, jugar a amagar-se, etc. L'exercici físic pot ser un entrenament per a ballar, fer trapezi, escalar o qualsevol activitat.
L'activitat i exercici físic existeixen des dels inicis de totes les civilitzacions. Es conserven proves d'entrenament esportiu des del 4000 aC, i en els Jocs Olímpics grecs va assolir una aura de prestigi. En la revolució industrial es van inventar molts esports sota el pensament productivista, uniformista, competitiu i capitalista de les classes dominants de l'època.

## Etimologia
Originalment, el terme esport (de l'anglès sport, provinent de l'antiga paraula francesa desport) s'utilitzava per a designar activitats com la pesca esportiva i la cacera, practicades per l'aristocràcia britànica. Més endavant, el terme es va estendre per a abastar també els jocs d'equip o individuals i qualsevol activitat atlètica en general.
Sobretot antigament, però també avui en dia, el terme deport es refereix a l'esport practicat amb finalitat lúdica, principalment pels infants i a l'aire lliure. També es pot fer servir la paraula deport per a referir-se a l'esport en general. Deport i els seus derivats: deportiu, polideportiu, antideportiu, deportivitat, deportivament (però no * antideportivament) i deportista (o deportiste -a) són formes genuïnes i normatives i el seu ús és correcte; no es tracten de cap castellanisme.

## Història

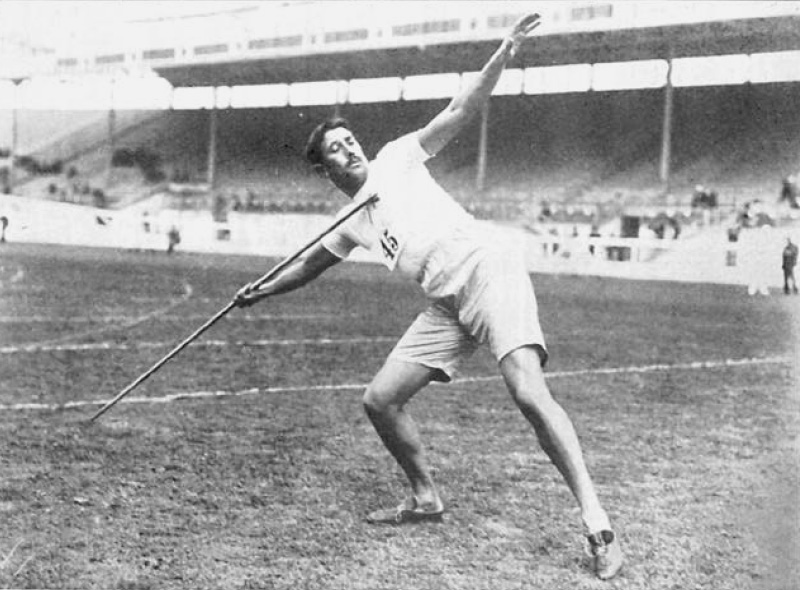
Atleta en la prova de javelina en els Jocs Olímpics d'Estiu de 1908

Hi ha indicis com utensilis i estructures que suggereixen que els xinesos ja practicaven activitats esportives des del 4000 aC. La gimnàstica sembla que fou un esport popular a l'antiga Xina. Els monuments als faraons indiquen que una quantitat considerable d'esports, com la natació i la pesca esportiva, foren dissenyats i regulats fa milers d'any a l'antic Egipte. Altres esports egipcis inclouen el llançament de javelina, el salt d'altura i la lluita. Alguns esports de l'Antiga Pèrsia com l'art marcial iranià de Zourkhaneh es troben lligats a les habilitats en la batalla. Entre d'altres esports originals de Pèrsia estan el polo i la justa.
Una extensa varietat d'esports ja estava establerta en l'època de l'antiga Grècia, i la cultura militar i el desenvolupament dels esports a Grècia s'influïren mútuament. Els esports es convertiren en una part tan important de la seva cultura que els grecs crearen els Jocs Olímpics que es disputaven, en temps antics, cada quatre anys en una petita població del Peloponès anomenada Olímpia.
Els esports augmentaren la seva capacitat d'organització i regulació des de l'antiga Grècia fins a l'actualitat. La industrialització permeté incrementar el temps d'oci dels ciutadans dels països desenvolupats, conduint-los així a un increment del temps dedicat a veure competicions esportives, una major participació en activitats esportives i una major accessibilitat. Aquestes pautes continuaran amb l'arribada dels mitjans de comunicació de masses.
La professionalitat en l'esport es va convertir en un comú denominador a mesura que augmentava la popularitat dels esports i el nombre d'aficionats que seguien les fites dels atletes professionals a través dels mitjans d'informació, alhora que aquests podien gaudir de l'esport de forma aficionada.

## Professionalitat[calcitació]
L'aspecte d'entreteniment de l'esport, juntament amb el creixement dels mitjans de comunicació i l'increment del temps de lleure, ha provocat que es professionalitzi el món de l'esport. Això ha conduït a una certa polèmica, ja que per a l'esportista professional pot arribar a ser més important els diners o la fama que el mateix acte esportiu en si. Al mateix temps, alguns esports han evolucionat per aconseguir majors beneficis o ser més populars, de vegades perdent algunes valuoses tradicions.
El futbol a Europa, o el futbol americà als Estats Units, són exemples d'esports que mouen a l'any enormes quantitats de diners.
Aquesta evolució condueix a un augment de la competitivitat, atès que la lluita per la victòria adquireix un altre significat en incloure també l'apartat econòmic. Aquest augment, així mateix, porta a l'aparició d'un important costat negatiu de la professionalitat, l'ús de diverses argúcies o trampes, que pot acabar de vegades en la pràctica del dopatge pels esportistes.

## Art físic

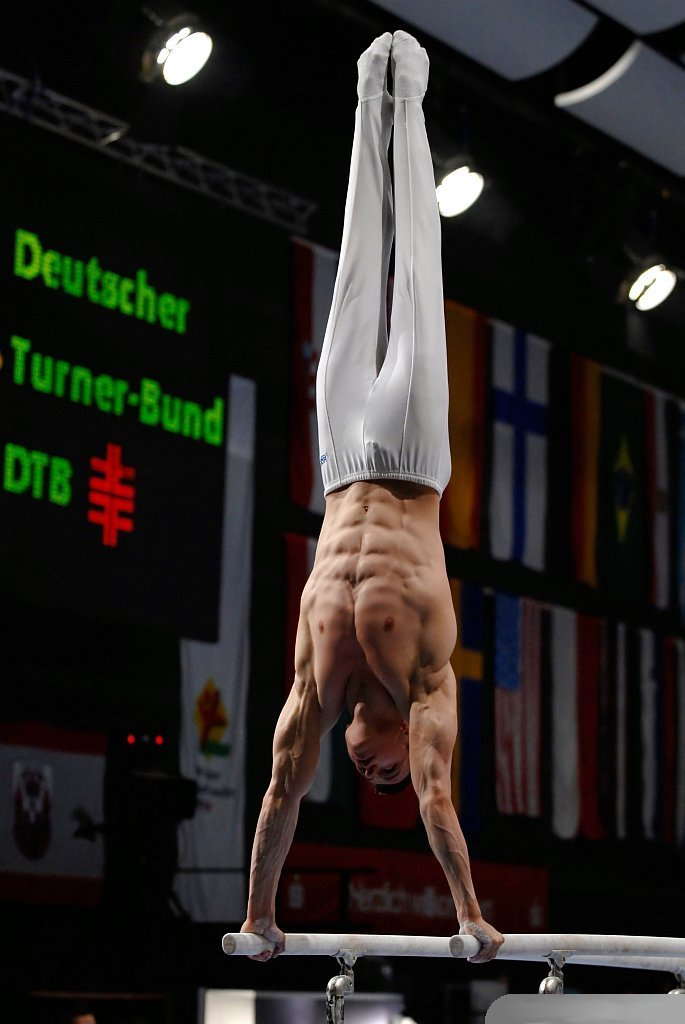
Gimnasta

Els esports comparteixen un alt grau d'afinitat amb l'Art. Disciplines com el patinatge sobre gel així com l'hoquei sobre patins o el tai-txí, són esports molt propers espectacles artístics en si mateixos. Activitats tradicionals com la gimnàstica i el ioga, o més recents com el culturisme i el Parkour, també comparteixen elements propis de l'esport amb elements artístics.
El fet que l'art sigui tan proper a l'esport en algunes situacions està probablement relacionat amb la naturalesa dels esports. La definició d'esport estableix la idea d'executar una activitat no només per al propòsit habitual, per exemple, no córrer només per arribar a alguna part, sinó córrer per voluntat pròpia, amb la finalitat de mantenir l'estat físic.
Això és similar a una visió comuna de l'estètica, que contempla els objectes més enllà de la seva utilitat. Per exemple, valorar un cotxe no per portar d'un lloc a un altre, sinó per la seva forma, figura, etc. De la mateixa manera, una activitat esportiva com el salt no es valora només com una manera efectiva d'evitar obstacles; també compten l'habilitat, la destresa i l'estil.
L'art i l'esport probablement estaven més clarament lligats en temps de l'antiga Grècia. La proximitat entre ambdues disciplines queda palesa en la naturalesa dels Jocs Olímpics, celebracions dels èxits tant esportius com artístics.

## Classificació dels esports[calcitació]
Els esports es poden classificar segons múltiples criteris. Un de bàsic és si es tracta d'esports individuals (com l'atletisme) o d'equip (com l'hoquei). Igualment es poden dividir segons els accessoris necessaris per practicar-los. Així doncs, hi ha esports on només cal el mateix cos, com la lluita grecoromana, mentre que d'altres necessiten una pilota (com el futbol), patins, cintes, etc. Alguns, fins i tot, es juguen amb animals (com el polo) o amb transports (com la vela).
Un altre criteri divisori és l'indret on es practiquen, si és a l'aire lliure, en una pista determinada o sobre una superfície concreta com la neu (el cas de l'esquí). Això fa que tradicionalment es parli d'esports d'estiu i esports d'hivern, si bé la majoria es poden dur a terme tot l'any gràcies als avenços tecnològics en climatització i construcció. Segons l'objectiu de l'esport, és a dir, de com s'obté la victòria, es parla d'esports de tir o de lliscament, per exemple, amb termes que descriuen l'activitat que practica la persona.
Finalment, es pot classificar l'esport segons el grau d'implicació dels practicants (i així hi ha esportistes professionals i amateurs) o del públic (parlant d'esports de masses o minoritaris). A cada època hi ha certs esports que predominen, com el futbol, que comporta una major presència mediàtica, econòmica i d'equips que hi juguen.

### Classificació ordinària
A continuació hi ha una llista dels esports més populars, classificats segons les categories ordinàries. Alguns esports poden pertànyer a diverses categories. Molts d'aquests esports tenen el seu equivalent per a persones discapacitades.
| - Atletisme - Curses de fons - Curses de mig-fons - Curses d'obstacles - Curses de velocitat - Llançament de disc - Llançament de javelina - Llançament de martell - Llançament de pes - Marató - Marxa - Salts atlètics - Decatló - Heptatló - Esports d'equip - Basquetbol - Beisbol - Corfbol - Criquet - Cúrling - Futbol - Futbol americà - Futbol australià - Futbol gaèlic - Futbol platja - Futbol sala - Handbol - Hoquei sobre herba - Hoquei sobre gel - Hoquei sobre patins - Joc de pilota - Polo - Rugbi a 7 - Rugbi a 13 - Rugbi a 15 - Voleibol - Voleibol platja - Waterpolo | - Gimnàstica - Aeròbic - Gimnàstica artística - Gimnàstica rítmica - Twirling - Proves multiesportives - Triatló - Pentatló modern - Biatló - Combinada nòrdica - Esports de raqueta - Bàdminton - Esquaix - Pàdel - Raquetbol - Tennis - Tennis de taula - Ciclisme - Bicitrial - BMX - Bicicleta tot terreny - Ciclisme en carretera - Ciclisme en pista - Cicloturisme - Esports de lliscament - Esquí - Acroesquí - Esquí alpí - Esquí de fons - Planxa de neu - Salt d'esquí - Telemarc - Monopatí - Patinatge - Vehicle de vela | - Esports de gel - Bob - Cúrling - Hoquei sobre gel - Luge - Patinatge artístic - Patinatge de velocitat sobre gel - Patinatge de velocitat sobre pista curta - Tobogan - Esports de muntanya - Alpinisme - Barranquisme - Curses d'orientació - Cursa de muntanya - Escalada - Espeleologia - Marxa nòrdica - Senderisme - Esports aquàtics - Natació - Natació sincronitzada - Salts - Waterpolo - Descens d'aigües braves - Esquí aquàtic - Surf d'estel - Piragüisme - Rem - Ràfting - Surf - Vela esportiva - Surf de vela - Submarinisme - Pesca - Esport de combat - Boxa - Esgrima - Lluita - Kick-boxing | - Arts marcials - Aikido - Capoeira - Jujutsu - Judo - Karate - Kendo - Sumo - Taekwondo - Taitxí - Esports de força - Culturisme - Fitness - Halterofília - Joc d'estirar la corda - Esports aeris - Ala delta - Paracaigudisme - Parapent - Planador - Esports de punteria - Billar - Bitlles - Criquet - Dards - Golf - Petanca - Tir amb arc - Tir olímpic - Esports de motor - Automobilisme - Motociclisme - Motonàutica - Moto de neu - Ral·li - Altres esports - Ball de saló - Escacs |

### Esports olímpics
Els Jocs Olímpics són una competició internacional d'una sèrie d'esports seleccionats. Per tant, és possible classificar els esports basant-se en els que formen part dels programes dels Jocs Olímpics, els anomenats "esports olímpics" i els que no ho són. A més, entre els que no són olímpics hi ha alguns que són reconegudes pel Comitè Olímpic Internacional (COI).
- Esports olímpics d'estiu: Atletisme, Bàdminton, Basquetbol, Beisbol, Boxa, Ciclisme – BMX, Ciclisme de muntanya, Ciclisme en pista, Ciclisme en ruta, Esgrima, Futbol, Gimnàstica artística, Gimnàstica rítmica, Gimnàstica – Trampolí, Halterofília, Handbol, Hípica, Hoquei herba, Judo, Lluita, Natació, Natació sincronitzada, Pentatló modern, Piragüisme, Piragüisme en aigües braves, Rem, Salts, Softbol, Taekwondo, Tennis, Tennis taula, Tir amb arc, Tir olímpic, Triatló, Vela, Voleibol, Voleibol platja, Waterpolo.

- Esports olímpics d'hivern: Biatló, Bobsleigh, Combinada nòrdica, Curling, Esquí acrobàtic, Esquí alpí, Esquí de fons, Hoquei gel, Luge, Patinatge artístic sobre gel, Patinatge de velocitat en pista curta, Patinatge de velocitat sobre gel, Salts d'esquí, Skeleton, Snowboard.

- Esports reconeguts pel COI (podrien esdevenir olímpics): Esports aeris, Bandy, Billar, Petanca, Bitlles, Bridge, Escacs, Ball esportiu, Golf, Karate, Corfbol, Salvament, Motociclisme, Muntanyisme i Escalada, Netball, Orientació, Joc de pilota, Polo, Motonàutica, Raquetbol, Patinatge sobre rodes, Rugbi, Esquaix, Sumo, Surf, Joc d'estirar la corda, Submarinisme, Esquí aquàtic, Wushu.

## Esport i salut[calcitació]
La pràctica equilibrada d'esport ajuda a mantenir una bona salut física i mental, en canvi, la manca total d'exercici o la seva pràctica en excés són dolents per la salut.
La pràctica de l'esport consta de tres tipus d'activitat: l'entrenament, la competició i la recuperació. L'entrenament té com a objectiu formar i entrenar el practicant per tal de garantir l'augment del seu rendiment. Per ser beneficiós, l'entrenament s'ha de repartir en una sèrie de sessions periòdiques, progressives i complementàries entre si. La competició té com a objectiu comparar els esportistes i recompensar els millors, per a molts esportistes, la competició és el moment més important i el més agradable. Finalment, la pràctica d'un esport ha d'incloure unes fases de recuperació i relaxació. L'objectiu d'aquestes sessions és el de proporcionar al cos de l'esportista el temps i el descans que necessita per tornar a estar en condicions de generar els millors esforços.

### Beneficis de l'esport
Cada disciplina esportiva potencia una sèrie d'habilitats particulars en els seus practicants.
L'equilibri, la força, la motricitat, la velocitat, la resistència, la concentració, els reflexos o la destresa són les habilitats més comunes. Algunes disciplines només aporten una única habilitat, mentre que d'altres n'aporten de diverses. A més de les habilitats esportives, hi ha uns condicionants físics que condicionen el rendiment esportiu, aquests factors són la força, la velocitat, la resistència, la flexibilitat i la coordinació de les unitats motores (intra i intermuscular + propiocepció).
L'èxit en la pràctica d'una disciplina esportiva depèn de la capacitat de l'esportista per realitzar uns moviments específics. Alguns esports consisteixen a executar el moviment de la manera més precisa possible tot disposant de tot el temps necessari per preparar-lo. El tir amb arc és un exemple d'aquest tipus de disciplines. Altres, en canvi, deixen poc temps per a la preparació i l'esportista ha de realitzar els moviments de manera espontània. El karate és un exemple d'aquestes disciplines.
La pràctica de l'esport fa treballar els sistemes cardiovascular i respiratori i diversos músculs. Ajuda a cremar greix i, per tant, a prevenir l'obesitat, incita a practicar una alimentació correcta i equilibrada, facilita l'alliberament de la tensió nerviosa acumulada durant el dia, permet el descobriment del cos i de les seves limitacions. Facilita l'adquisició del sentit d'equilibri, sia en situacions previstes, com a la gimnàstica o en situacions inesperades, com en els jocs de pilota o les arts marcials. També permet al practicant crear una metodologia de treball reutilitzable per a altres disciplines.
Es recomana practicar un esport d'intensitat mitjana o simplement fer una activitat física durant un temps d'entre 50 minuts i 1,5 hores si es vol aconseguir un efecte sobre el manteniment o la reducció del pes, com a mínim tres vegades a la setmana. Caminar és l'activitat més popular per un gran nombre d'adults i avis.

### Risc i prevenció
La pràctica esportiva també té els seus riscos, l'esportista pot lesionar-se a causa d'un moviment en fals, caient (esquinç, elongació muscular, fractura, traumatisme) o rebre un cop, però també pot ser víctima d'un accident cardiovascular (infart miocardíac).
La pràctica d'alguns esports presenta un risc real de lesions greus, com per exemple el traumatisme cranial o l'ofegament, i la seva pràctica només està permesa amb l'equip adequat, com les armilles salvavides en el cas del piragüisme, el casc en el cas del descens en bicicleta tot terreny, o la protecció completa en el cas dels porters d'hoquei sobre gel. Alguns esports, anomenats extrems poden suposar fins i tot risc d'accidents mortals i la seva pràctica pot estar prohibida.
L'activitat esportiva intensa és una font de ferides greus que pot obligar a l'esportista a deixar la pràctica i deixar-li seqüeles. La pràctica d'un esport s'ha d'adaptar a l'edat del practicant i el seu estat de fatiga. Una persona pot restar marcada durant tota la seva vida a causa d'un esport massa intens practicat durant la seva infància. Un esportista pot ser obligat a deixar la pràctica del seu esport després de sessions d'entrenament o de competicions massa dures i massa freqüents. La gimnàstica artística és un exemple d'un esport on els joves atletes són sotmesos a exercicis perillosos per a la seva salut.
La millor prevenció contra els accidents consisteix a practicar un esport seguint les regles que en siguin d'aplicació: d'aprenentatge tècnic, aprenentatge de les regles par a la seva pràctica correcta i de seguretat, l'entrenament regular, l'escalfament abans dels exercicis violents, l'ús de les proteccions recomanades, una alimentació adequada abans, durant i després de l'exercici, respectar la recuperació entre les sessions d'entrenament i entre les competicions, el compliment de les prohibicions relacionades amb la meteorologia, la pràctica en grup, etc.
Les pràctiques esportives de compensació són molt recomanades dins del concepte d'ergomotricitat als llocs de treball per lluitar contra els accidents. La visita mèdica anual al començament de la temporada proporciona assessorament especialitzat sobre la capacitat d'un individu per a practicar un esport individual. La negativa a prosseguir un esforç que sembla massa difícil de suportar és un acte per a protegir la seva salut.

### El dopatge
El dopatge consisteix en la utilització de productes que augmenten el rendiment a través de diferents mitjans com per exemple l'augment de la massa muscular o la resistència al dolor. L'EPO és un exemple de producte dopant.
El dopatge és una pràctica d'alguns esportistes professionals d'elit, però també d'alguns practicants amateurs. El dopatge és eficaç perquè, en general, permet als que es dopen d'obtenir resultats molts superiors al que assolirien sense dopatge. Però el dopatge no només és il·legal i comporta sancions, sinó que és perillós per la salut de qui ho practica, algunes morts d'esportistes podrien ser conseqüència del dopatge.
La lluita i la prevenció contra el dopatge afecta a tothom i, en especial als esportistes, el seu entorn professional i els organitzadors de les competicions. Els controls antidopatge permeten de determinar si l'esportista s'ha dopat per obtenir millors resultats en la competició. La pèrdua dels títols aconseguits i una suspensió de per vida són exemples de les sancions que s'apliquen.
Els esports on els casos de dopatge són més coneguts per al públic en general són el ciclisme, l'atletisme, la natació i l'halterofília.

## Institucions esportives
Les institucions esportives són organitzacions que tenen funcions de regulació, d'organització o de sanció en el món de la pràctica esportiva en les seves variants amateur i professional. Abasta des dels cubs esportius o l'esport escolar fins a les federacions esportives o organitzacions com el Comitè Olímpic Internacional.
L'esport es practica durant els anys escolars, a través de múltiples activitats i tant dins com fora d'un club. Les institucions públiques promouen l'esport escolar que s'organitza a partir de les escoles fins a entitats com l'Agrupació Esportiva d'Associacions d'Esport Escolar de Catalunya i amb programes com l'Esport per a l'Edat Escolar del Consell d'Eivissa o els Jocs Esportius Escolars de Catalunya de la Secretaria General de l'Esport de la Generalitat de Catalunya.
Els clubs estan afiliats a les federacions esportives i s'encarreguen d'organitzar els entrenaments i de posar els seus mitjans i instal·lacions a disposició de les competicions. Mentrestant, les federacions s'encarreguen d'organitzar les competicions i promulgar els reglaments.

### L'esport professional[calcitació]
La gran majoria dels esportistes són amateurs, és a dir, persones que practiquen la seva activitat sense rebre cap remuneració a canvi. Però l'amateurisme també comporta l'accés limitat a certes activitats per a les persones amb menys poder adquisitiu i també té cares ocultes o poc visibles com la remuneració oculta o proporcionar feines de conveniència a esportistes oficialment amateurs.
Alguns esportistes reben un salari a canvi de la seva activitat, i els anomenem esportistes professionals. La majoria d'aquests esportistes tenen un contracte amb un club. El futbol a Europa i el bàsquet als Estats Units d'Amèrica són dos dels exemples més coneguts d'esports practicats pels professionals. Des que a inicis de la dècada del 1990 es va produir la professionalització dels Jocs Olímpics, bastió durant molt de temps de l'esport amateur, el fenomen de l'esport professional ha anat afectant gairebé totes les disciplines.
Avui dia el poder del moviment esportiu és molt considerable. Una federació internacional com la FIFA té capacitat per a canviar les normes i exigir la seva aplicació de tot el planeta. L'esport constitueix un model de globalització real.
Però al mateix temps també hi ha organitzacions independents com els casos de l'NBA als Estats Units, que segueixen les seves pròpies regles al marge de la FIBA. Un cas amb un punt caricaturesc és el del beisbol estatunidenc, on hi ha dues lligues, la Lliga Americana de Beisbol i la Lliga Nacional de Beisbol, que competeixen per un trofeu anomenat Sèries Mundials de beisbol.

## L'esport com a espectacle[calcitació]
Les competicions esportives són una forma d'espectacle que és consumit com a entreteniment. La majoria dels esports professionals es practiquen en un escenari amb públic, sia un estadi, un pavelló esportiu o el carrer. Durant l'antiguitat, l'escultura o la poesia van servir com a mitjans per a difondre les gestes esportives. Amb l'adveniment dels mitjans de comunicació moderns com la premsa, la ràdio, la televisió o internet, l'esport compta amb el suport de potents plataformes mediàtiques. A partir del 1977 van començar a aparèixer canals de televisió específicament dedicats a la difusió d'esdeveniments i notícies esportives. Alguns són generalistes i es dediquen a diferents disciplines esportives com Esport 3, mentre que d'altres s'especialitzen en un únic esport, i fins i tot a un únic club com Barça TV. Entre les capçaleres de la premsa esportiva es poden citar diaris com El 9 Esportiu a Catalunya, L'Équipe a França, La Gazzetta dello Sport a Itàlia, o el setmanari gratuït en català GOL, entre d'altres.

### Grans esdeveniments esportius
Avui dia, esdeveniments esportius com els Jocs Olímpics, la Fórmula 1 o la Copa del Món de Futbol apleguen centenars de milions d'espectadors davant dels aparells de televisió arreu del món i també són seguits a través d'altres mitjans. A continuació hi ha una llista dels més importants:
- Campionat d'Europa de futbol
- Campionat de Fórmula 1
- Copa Amèrica de vela
- Copa Davis de tennis
- Copa del Món de Futbol
- Copa del Món de Rugbi
- Campionat del Món de bàsquet
- Campionat del Món de criquet
- Campionat de bàsquet de l'NBA
- Grand Slam de tennis
- Jocs Eqüestres Mundials
- Jocs Olímpics d'Estiu
- Jocs Olímpics d'Hivern
- Lliga de Campions de la UEFA
- Torneig de les Sis Nacions
- Tour de França

## L'esport com a activitat econòmica
Al voltant de l'esport s'ha desenvolupat una important activitat econòmica, tot un sector heterogeni on s'inclouen els mitjans de comunicació, les franquícies i altres tipus de clubs esportius, metges, advocats, entrenadors i assessors de tota mena, dissenyadors i fabricants de material esportiu, i fins i tot les empreses de jardineria i estudis d'arquitectura especialitzats en el disseny d'estadis i altres tipus de pavellons i instal·lacions esportives. Els esportistes professionals també obtenen els seus ingressos de la pràctica de l'esport. Als Jocs olímpics es lliuren més acreditacions als mitjans de comunicació que als esportistes.
Indústries i empreses de la construcció, del tèxtil, de l'automoció, de l'espectacle, de comunicació i de turisme treballen per a l'esport. Els contractes dels esportistes professionals, patrocinis publicitaris i les subvencions públiques impliquen grans masses de diners. Els jocs d'aposta també generen ingressos importants i alguns clubs esportius són de societats anònimes cotitzades a la borsa de valors. Productes derivats com els equipaments esportius o els drets de televisió també fan moure la màquina econòmica. Tot això és aplicable a països dels cinc continents. La proporció del PIB dedicada a l'esport és més gran en els països més desenvolupats, no només a causa de les fortes inversions, particularment en els d'estadis, sinó també per la gran proporció de la despesa dedicada a les llars a les activitats esportives.
Sense tenir en compte el voluntariat, el pes de l'esport en l'economia catalana s'estimava en un 2,1% del PIB el 2010 el que suposaria uns 4.000 milions d'euros, per sobre del tèxtil o la fabricació de vehicles de motor. En termes d'ocupació l'esport ocupa 91.000 persones, el 2,6% de l'ocupació total de Catalunya.
Aquesta economia és impulsada pels compromisos dels esportistes professionals com per exemple les grans competicions internacionals, però també pel voluntariat massiu dels esportistes amateurs com en el cas de la pràctica del futbol a Europa. Aquesta economia es beneficia del desenvolupament de l'esport i al seu torn accelera l'evolució de l'esport. Els esportistes professionals se'n beneficien treballant en millors condicions, els amateurs accedint a les seves activitats d'oci a millors preus i els espectadors disposant de competicions cada cop més espectaculars i festives.
D'altra banda la professionalització i l'augment de les conseqüències econòmiques de la pràctica esportiva d'elit han fet que la corrupció i el dopatge siguin més visibles i presents en l'esport. Casos com el de la corrupció en el futbol italià amb la compra d'àrbitres i la intimidació en el traspàs de jugadors o el dopatge en l'atletisme o el Tour de França.

## L'esport a l'edat escolar[calcitació]

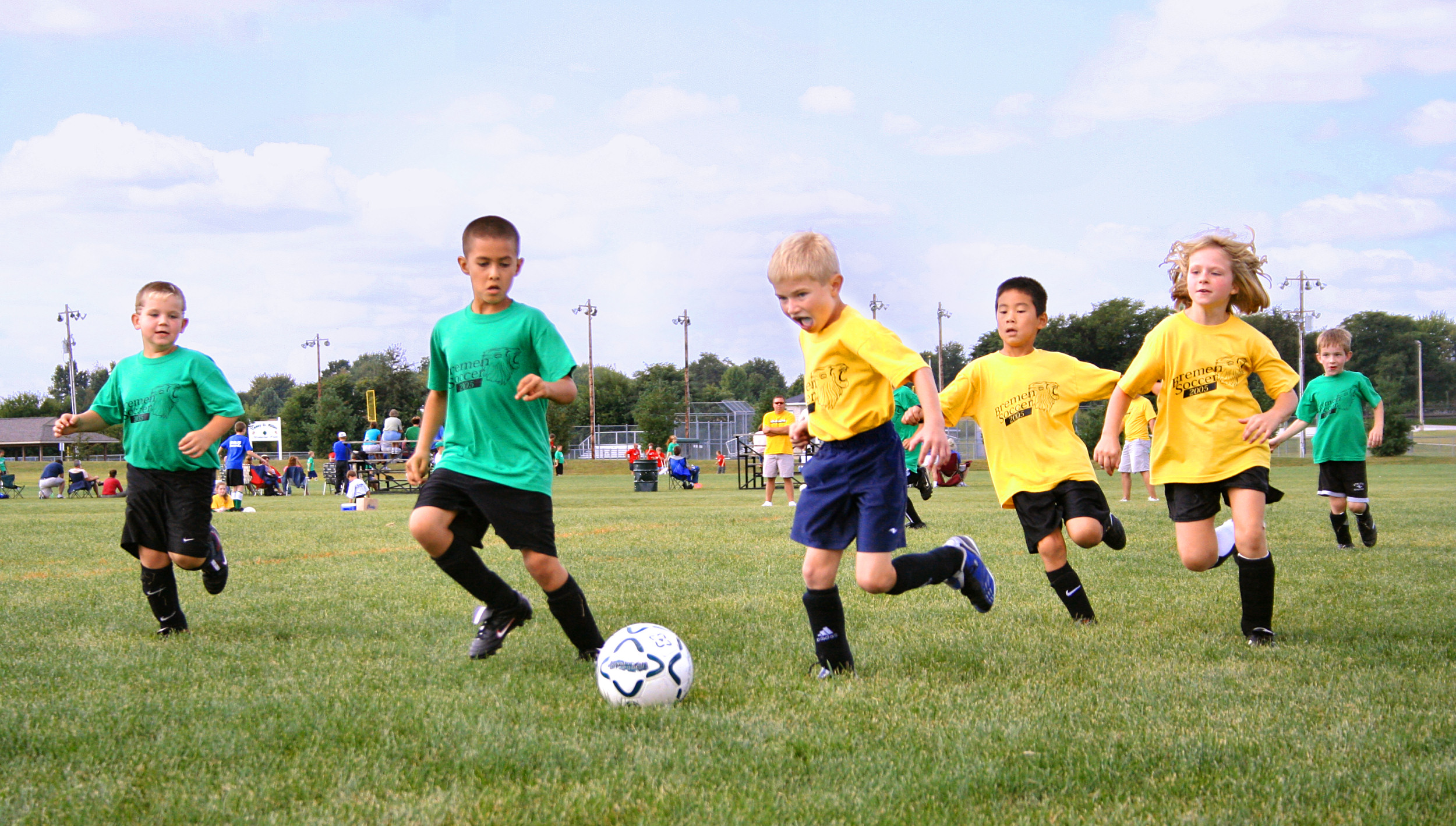
Nens jugant a futbol

En edat escolar, l'objectiu fonamental de l'esport és que puguin desenvolupar les seves habilitats bàsiques (saber agafar una pilota, xutar-la, córrer, saltar...). S'ha d'educar des de l'educació i la cultura deportiva, és a dir, centrar-se en els valors que ha de rebre el nen i valorar les actituds positives vers una activitat o acció.
Una bona educació i cultura deportiva ha d'ensenyar als infants a no sentir-se superiors quan guanyen, ni inferiors quan perden. D'aquesta manera, es poden evitar baralles, violència i sentir la resta de companys com enemics. Els infants juguen de forma lliure i són més feliços si juguen sense la supervisió constant d'un adult.

## Esport i valors
El que és educatiu de la pràctica de l'esport no és únicament l'aprenentatge de tècniques o pràctiques, ni tampoc els beneficis físics o psíquics d'una bona preparació esportiva. El que és realment educatiu són les condicions en què es desenvolupen aquestes pràctiques, que sempre haurien d'afavorir l'autoestima, conèixer-se, tenir seguretat i confiança en un mateix, ser responsable, saber elegir... És feina de l'entrenador cercar estratègies perquè els nostres infants adoptin actituds i maneres que els facin créixer en el coneixement, l'afectivitat i les relacions socials. El que dona valor educatiu a l'espot és la intencionalitat amb què es practica.
L'aprenentatge de valors és un procés molt transversal, en què el clima o l'atmosfera moral generada al voltant de l'activitat esportiva serà fonamental per aconseguir l'objectiu o els valors proposats. Cal, doncs, un compromís compartit des de les entitats esportives, els clubs o associacions, les famílies, els jugadors i jugadores, i els mitjans de comunicació per aconseguir entorns esportius on exercitin bones pràctiques, s'encomani i es difongui un bon clima esportiu, es promogui ambient de joc net, es valorin els comportaments solidaris, de responsabilitat i respecte a tots els agents implicats, tant en el terreny de joc com fora.